# Wojciech Szymański (chemik)
Wojciech Jan Szymański (ur. 26 czerwca 1928 we Włocławku, zm. 27 marca 2010 w Toruniu) – polski chemik specjalizujący się w chemii fizycznej, chemii jądrowej oraz radiacyjnej.

## Życiorys
Uczęszczał do Gimnazjum im. Ziemi Kujawskiej, a następnie do III Liceum Ogólnokształcącego im. Marii Konopnickiej we Włocławku, gdzie w 1948 zdał maturę. W 1952 ukończył studia chemiczne na Uniwersytecie Mikołaja Kopernika w Toruniu. Stopień doktora uzyskał na UMK w 1961, tematem rozprawy doktorskiej były Badania rozpuszczalności i wymian izotopowych w układach wodnych żelazocyjanków: kobaltawego, manganawego i cynkowego, a promotorem Antoni Basiński. Habilitację uzyskał w 1970 na podstawie rozprawy Niejednorodna wymiana izotopowa w układach osad-roztwór. W 1985 otrzymał tytuł profesora nauk chemicznych. W latach 1969–1998 pełnił funkcję kierownika Zakładu Chemii Jądrowej.
Był też taternikiem i himalaistą. W latach 50. i 60. XX wieku wspinał się w Tatrach. Był jednym z założycieli Koła pomorsko-poznańskiego Klubu Wysokogórskiego, a w latach 1964–1967 prezesem Koła Klubu Wysokogórskiego w Toruniu.
W 1973 zdobył, wraz z Eugeniuszem Chrobakiem, Tadeuszem Łaukajtysem i Ludwikiem Wilczyńskim, południowo-zachodni Filar Huandoy w paśmie Cordillera Blanca w Andach. Kierował wyprawami w Hindukusz (1977), na Dhaulagiri (1983) i Manaslu (1987). Polski Związek Alpinizmu przyznał mu godność członka honorowego.

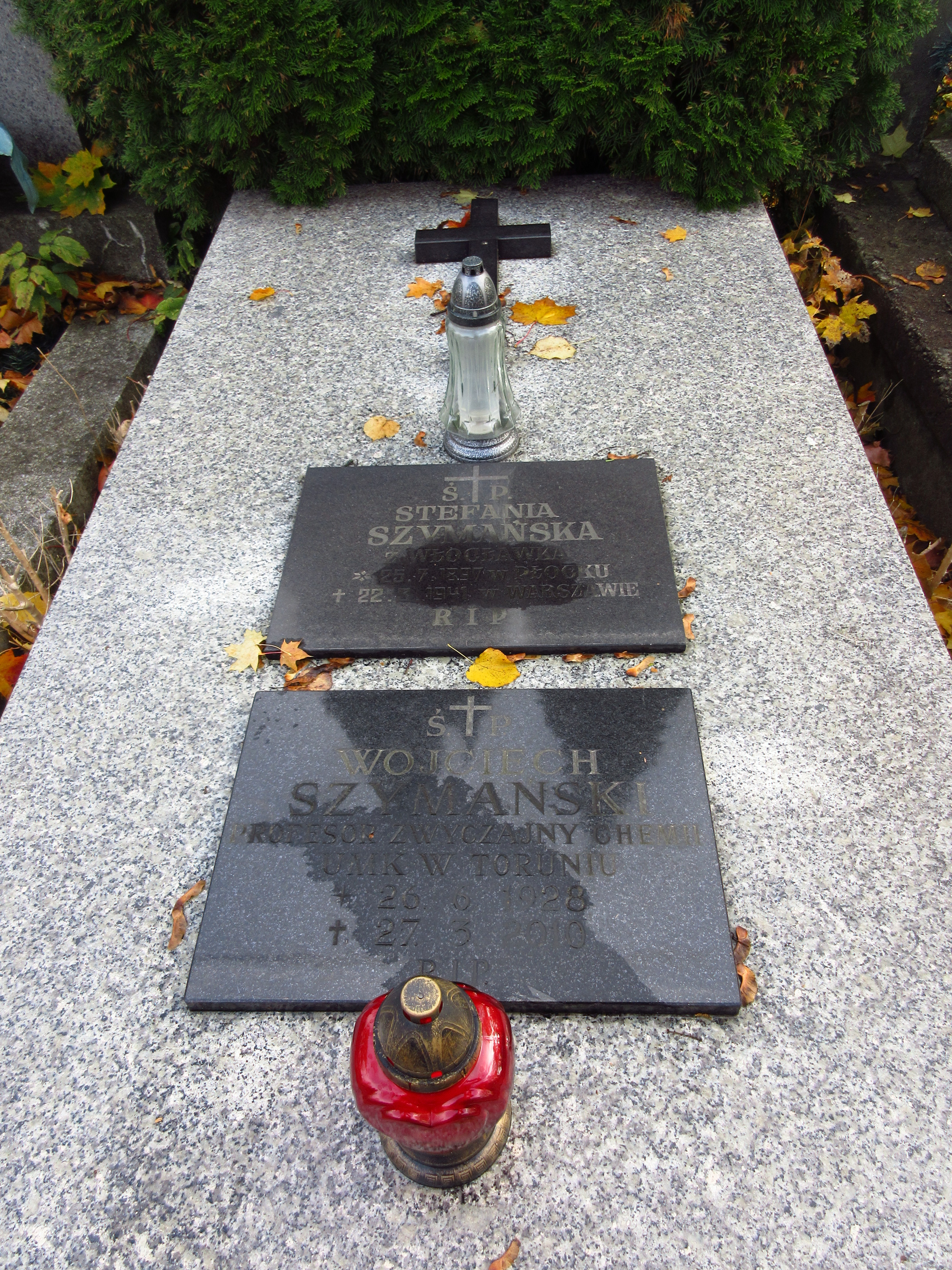
Grób profesora Wojciecha Szymańskiego na Cmentarzu Bródnowskim.

Pochowany na cmentarzu Bródnowskim w Warszawie (kwatera 68A-2-9).

## Wybrane publikacje
- Elementy chemii jądrowej (1969)
- Niejednorodna wymiana izotopowa w układach osad-roztwór (1970, rozprawa habilitacyjna)
- Wstęp do fizykochemii jądrowej (1974)
- Chemia jądrowa (1986, ISBN 83-231-0058-6)
- Chemia jądrowa (1991, ISBN 83-01-09862-7)
- Chemia jądrowa: zarys problematyki przemian jądrowych (1996, ISBN 83-01-12053-3)
- Elementy nauki o promieniowaniu jądrowym dla kierunków ochrony środowiska (1999, ISBN 83-231-1102-2)